# 1-е Гніздилово
1-е Гніздилово (рос. 1-е Гнездилово) — село в Фатезькому районі Курської області Російської Федерації.
Населення становить 49 осіб. Входить до складу муніципального утворення Солдатська сільрада.

## Історія
Населений пункт розташований на території українського етнічного та культурного краю Східна Слобожанщина.
Від 2004 року входить до складу муніципального утворення Солдатська сільрада.

## Населення
| 1979 | 1989 | 2002 | 2010 |
| ---- | ---- | ---- | ---- |
| 325  | ↘190 | ↘111 | ↘49  |